# 2012–2013-as magyar labdarúgó-ligakupa
A 2012–2013-as ligakupa a sorozat hatodik szezonja volt. Az első csoportmérkőzést 2012. szeptember 5-én játszották, a döntőt 2013. április 24-én rendezték meg. A címvédő a Videoton csapata volt, a sorozat győztese a Ferencváros lett, története során először.

## Lebonyolítás
A ligakupában a 2011–12-es szezonban részt vevő tizenhat élvonalbeli csapat mellett a másodosztály két csoportjának első két helyezettje vett részt.

## Fordulók és időpontok
| Szakasz        | Forduló        | 1. mérkőzés         | 2. mérkőzés         |
| -------------- | -------------- | ------------------- | ------------------- |
| Csoportkör     | 1. mérkőzésnap | 2012. szeptember 5. | 2012. szeptember 5. |
| Csoportkör     | 2. mérkőzésnap | 2012. szeptember 8. | 2012. szeptember 8. |
| Csoportkör     | 3. mérkőzésnap | 2012. október 10.   | 2012. október 10.   |
| Csoportkör     | 4. mérkőzésnap | 2012. október 13.   | 2012. október 13.   |
| Csoportkör     | 5. mérkőzésnap | 2012. november 13.  | 2012. november 13.  |
| Csoportkör     | 6. mérkőzésnap | 2012. december 5.   | 2012. december 5.   |
| Egyenes kiesés | Negyeddöntők   | 2013. február 20.   | 2013. március 6.    |
| Egyenes kiesés | Elődöntők      | 2013. március 20.   | 2013. március 23.   |
| Egyenes kiesés | Döntő          | 2013. április 24.   | 2013. április 24.   |

## Csoportkör
A csoportkörben öt, egyaránt négycsapatos csoportot képeztek. A csoportokban a csapatok körmérkőzéses, oda-visszavágós rendszerben mérkőztek meg egymással. A csoportok első helyezettjei és a három legjobb csoportmásodik az egyenes kieséses szakaszba jutott, a harmadik illetve az utolsó helyezettek kiestek.

### A csoport
| Csapat          | M | Gy | D | V | G+ | G– | Gk  | P  |
| --------------- | - | -- | - | - | -- | -- | --- | -- |
| Győri ETO       | 6 | 3  | 2 | 1 | 18 | 8  | +10 | 11 |
| Budapest Honvéd | 6 | 3  | 2 | 1 | 13 | 9  | +4  | 11 |
| Haladás         | 6 | 1  | 2 | 3 | 11 | 18 | –7  | 5  |
| Gyirmót         | 6 | 1  | 2 | 3 | 11 | 18 | –7  | 5  |

|                 | HON | GYI | ETO | HAL |
| --------------- | --- | --- | --- | --- |
| Budapest Honvéd |     | 4–0 | 0–3 | 2–0 |
| Gyirmót         | 1–2 |     | 2–2 | 4–2 |
| Győri ETO       | 2–2 | 5–1 |     | 5–1 |
| Haladás         | 3–3 | 3–3 | 2–1 |     |

### B csoport
| Csapat     | M | Gy | D | V | G+ | G– | Gk | P  |
| ---------- | - | -- | - | - | -- | -- | -- | -- |
| Pécsi MFC  | 6 | 3  | 2 | 1 | 11 | 6  | +5 | 11 |
| Paksi FC   | 6 | 2  | 2 | 2 | 7  | 6  | +1 | 8  |
| Vasas      | 6 | 2  | 1 | 3 | 5  | 9  | –4 | 7  |
| BFC Siófok | 6 | 1  | 3 | 2 | 5  | 7  | –2 | 6  |

|            | SIÓ | PAK | PÉC | VAS |
| ---------- | --- | --- | --- | --- |
| BFC Siófok |     | 0–0 | 1–4 | 0–1 |
| Paksi FC   | 1–1 |     | 2–1 | 4–1 |
| Pécsi MFC  | 1–1 | 2–0 |     | 2–1 |
| Vasas      | 0–2 | 1–0 | 1–1 |     |

### C csoport
| Csapat            | M | Gy | D | V | G+ | G– | Gk | P  |
| ----------------- | - | -- | - | - | -- | -- | -- | -- |
| Videoton          | 6 | 4  | 1 | 1 | 9  | 3  | +6 | 13 |
| Lombard Pápa      | 6 | 4  | 0 | 2 | 9  | 8  | +1 | 12 |
| Kaposvári Rákóczi | 6 | 1  | 2 | 3 | 6  | 8  | –2 | 5  |
| Zalaegerszegi TE  | 6 | 1  | 1 | 4 | 5  | 10 | –5 | 4  |

|                   | PÁP | KAP | VID | ZTE |
| ----------------- | --- | --- | --- | --- |
| Lombard Pápa      |     | 2–1 | 2–1 | 2–1 |
| Kaposvári Rákóczi | 2–1 |     | 1–1 | 1–1 |
| Videoton          | 2–0 | 1–0 |     | 2–0 |
| Zalaegerszegi TE  | 1–2 | 2–1 | 0–2 |     |

### D csoport
| Csapat        | M | Gy | D | V | G+ | G– | Gk  | P  |
| ------------- | - | -- | - | - | -- | -- | --- | -- |
| Ferencváros   | 6 | 5  | 1 | 0 | 14 | 4  | +10 | 16 |
| Kecskeméti TE | 6 | 2  | 3 | 1 | 12 | 7  | +5  | 9  |
| MTK Budapest  | 6 | 1  | 2 | 3 | 5  | 7  | –2  | 5  |
| Szolnoki MÁV  | 6 | 0  | 2 | 4 | 5  | 18 | –13 | 2  |

|               | FTC | KTE | MTK | SZO |
| ------------- | --- | --- | --- | --- |
| Ferencváros   |     | 2–1 | 2–0 | 2–1 |
| Kecskeméti TE | 2–2 |     | 1–1 | 5–0 |
| MTK Budapest  | 0–1 | 0–1 |     | 4–2 |
| Szolnoki MÁV  | 0–5 | 2–2 | 0–0 |     |

### E csoport
| Csapat        | M | Gy | D | V | G+ | G– | Gk | P  |
| ------------- | - | -- | - | - | -- | -- | -- | -- |
| Debreceni VSC | 6 | 4  | 0 | 2 | 13 | 6  | +7 | 12 |
| Egri FC       | 6 | 4  | 0 | 2 | 13 | 9  | +4 | 12 |
| Diósgyőr      | 6 | 2  | 0 | 4 | 11 | 13 | –2 | 6  |
| Újpest        | 6 | 2  | 0 | 4 | 9  | 18 | –9 | 6  |

|               | DEB | DIÓ | EGE | ÚJP |
| ------------- | --- | --- | --- | --- |
| Debreceni VSC |     | 5–2 | 0–1 | 3–0 |
| Diósgyőr      | 0–1 |     | 3–0 | 3–2 |
| Egri FC       | 1–3 | 2–1 |     | 4–0 |
| Újpest        | 2–1 | 3–2 | 2–5 |     |

## Egyenes kieséses szakasz
Az egyenes kieséses szakaszban nyolc csapat vett részt. A csoportgyőztesek mellett a három legjobb csoportmásodik.
| Csoport   | Csoportelső   | Csoportmásodik  |
| --------- | ------------- | --------------- |
| A csoport | Győri ETO     | Budapest Honvéd |
| B csoport | Pécsi MFC     | –               |
| C csoport | Videoton      | Lombard Pápa    |
| D csoport | Ferencváros   | –               |
| E csoport | Debreceni VSC | Egri FC         |

### Negyeddöntők
Az első mérkőzéseket 2013. február 20-án, a visszavágókat március 6-án játszották le.
| 1. csapat   | Össz.       | 2. csapat       | 1. mérk. | 2. mérk.    |
| ----------- | ----------- | --------------- | -------- | ----------- |
| Egri FC     | 7–4         | Győri ETO       | 4–1      | 3–3         |
| Ferencváros | 5–5 (i. g.) | Lombard Pápa    | 3–1      | 2–4 (h. u.) |
| Videoton    | 1–0         | Debreceni VSC   | 1–0      | 0–0         |
| Pécsi MFC   | 6–5         | Budapest Honvéd | 3–2      | 3–3         |

### Elődöntők
Az első mérkőzéseket 2013. március 20-án és 21-én, a visszavágókat március 23-án és 24-én játszották le.
| 1. csapat | Össz. | 2. csapat   | 1. mérk. | 2. mérk. |
| --------- | ----- | ----------- | -------- | -------- |
| Egri FC   | 1–4   | Ferencváros | 1–3      | 0–1      |
| Videoton  | 5–2   | Pécsi MFC   | 3–1      | 2–1      |

### Döntő
| 2013. április 24. 17:30 |

| Ferencváros                                                                              | 5–1                         | Videoton                                                               |
| ---------------------------------------------------------------------------------------- | --------------------------- | ---------------------------------------------------------------------- |
| Čukić 21' 69' Jenner 27' Aborah 39' 70' 88' Somália 75' Bešić 13' Bönig 73' Leonardo 87' | (3–1) Jegyzőkönyv Részletek | 23' Mitrović 44' Álvarez 45' Vinícius 49' Juhász 51' Gomes 88' Stopira |

| Sóstói Stadion, Székesfehérvár Nézőszám: 6 200 Játékvezető: Farkas Ádám (magyar) |